# Браунеберг
Браунеберг (нем. Brauneberg) — община в Германии, в земле Рейнланд-Пфальц. 
Входит в состав района Бернкастель-Витлих. Подчиняется управлению Бернкастель-Кюс.  Население составляет 1207 человек (на 31 декабря 2010 года). Занимает площадь 12,22 км².
Коммуна подразделяется на 3 сельских округа.

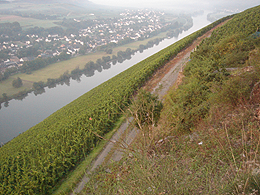
Браунеберг

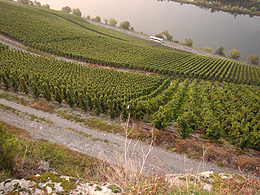
Браунеберг